# St. Nicolai (Waldheim)

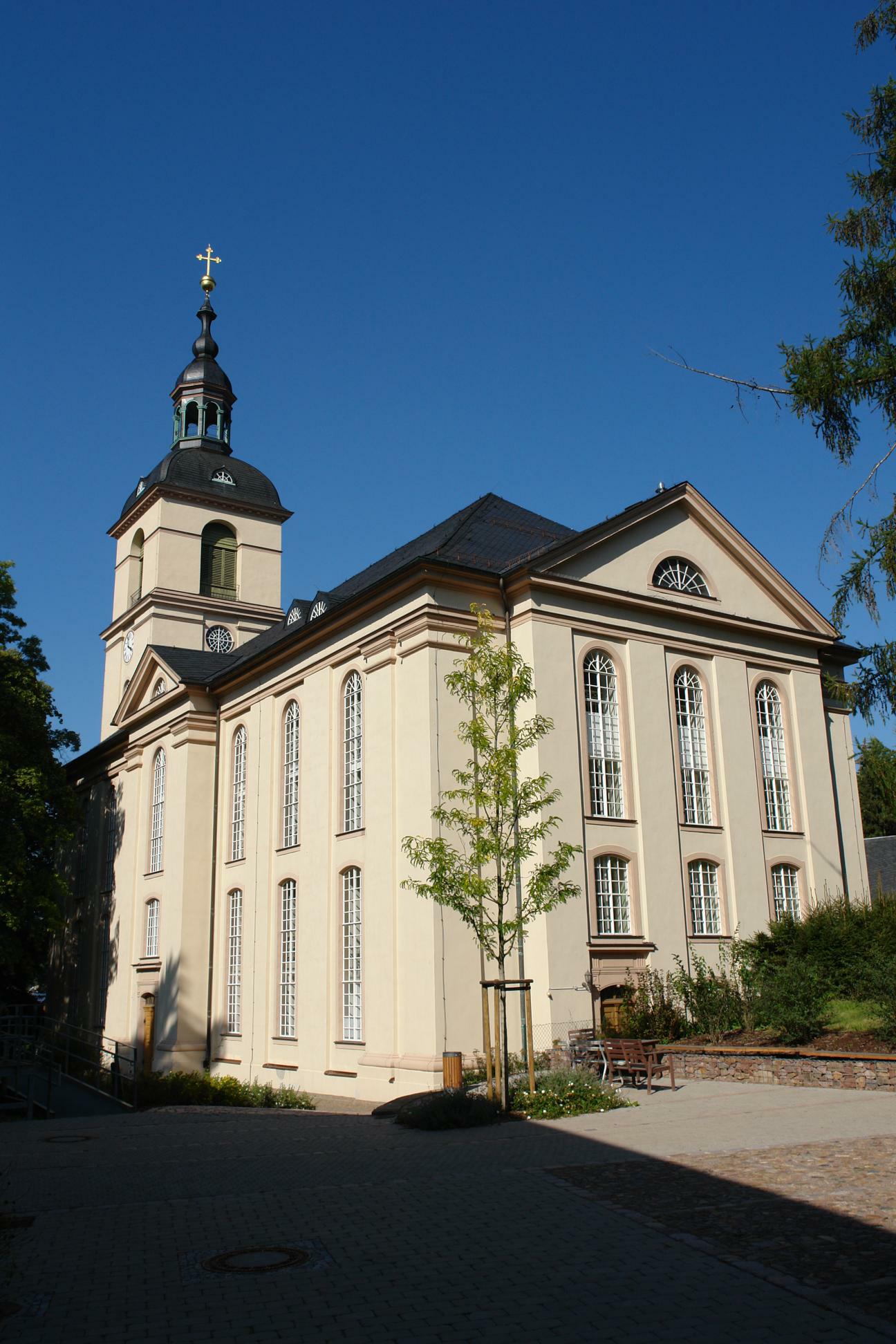
St.-Nikolai-Kirche Waldheim

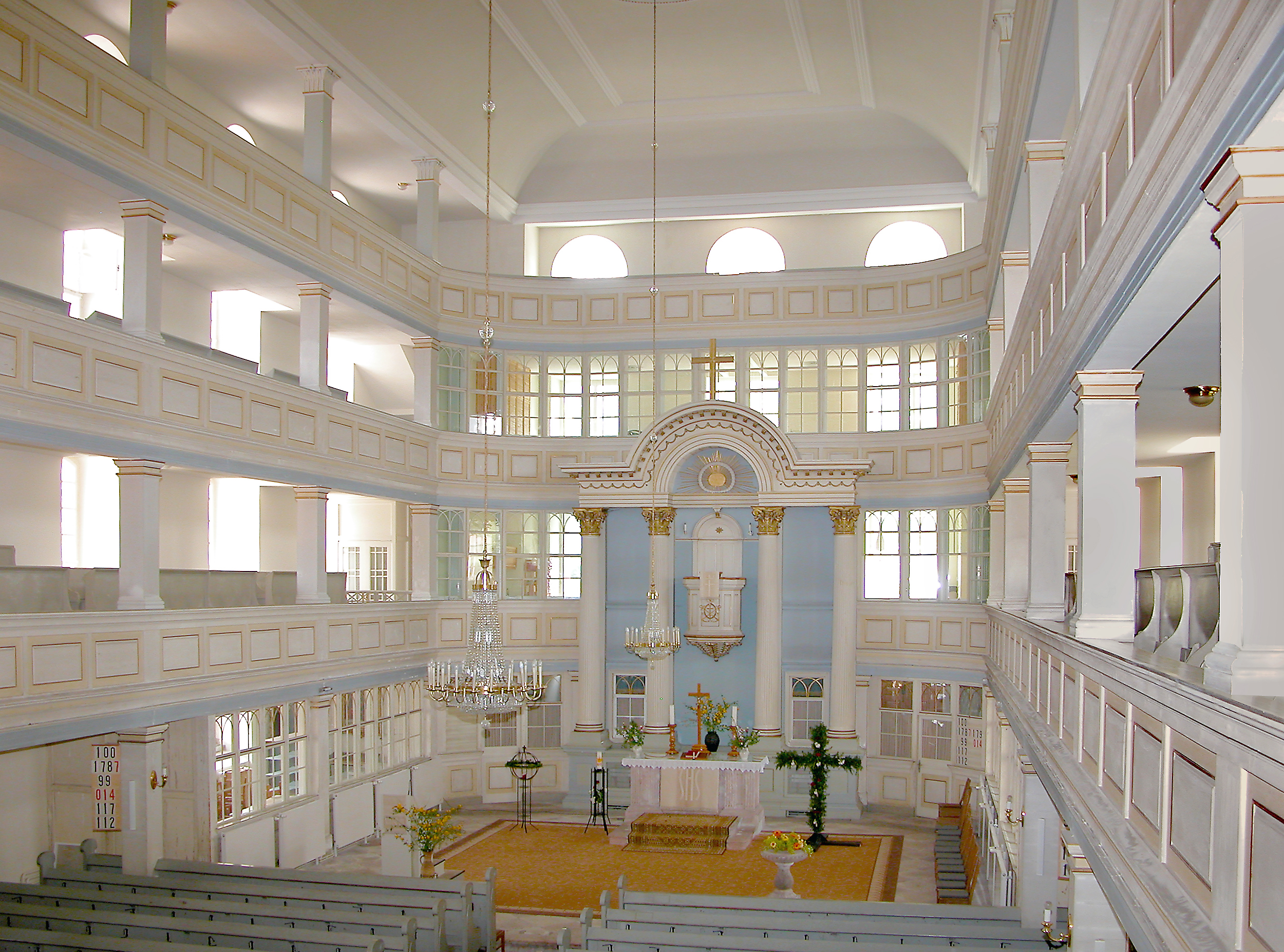
Innenansicht zum Altar

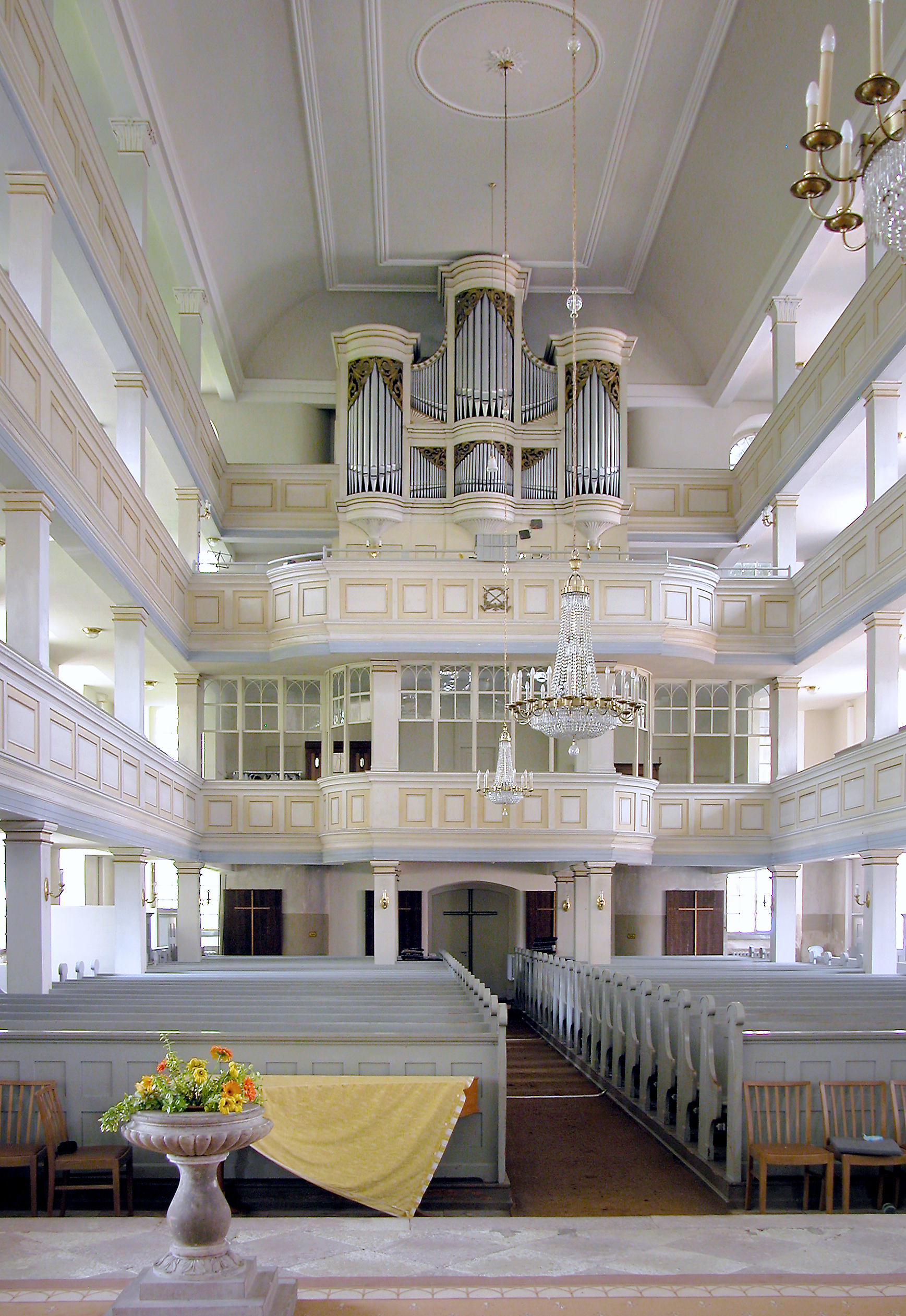
Innenansicht zur Orgel

Die evangelisch-lutherische Pfarrkirche St. Nikolai ist die älteste Kirche in der mittelsächsischen Stadt Waldheim. Sie gehört zur evangelischen Kirchengemeinde Waldheim-Geringswalde im Kirchenbezirk Leisnig-Oschatz der Evangelisch-Lutherischen Landeskirche Sachsens.

## Geschichte
Ihre Geschichte lässt sich urkundlich bis in das Jahr 1336 zurückverfolgen. Der erste Vorgänger stand auf dem Grundstück des heutigen Marktplatzes von Waldheim und war wahrscheinlich ein romanischer Saalbau mit eingezogenem Chor, wurde aber 1684 bei einem großen Brand in der Stadt zerstört. Der Nachfolgebau stand an derselben Stelle und fiel 1832 einer Brandkatastrophe in der Stadt zum Opfer.
Die heutige Kirche nach den Plänen des Baumeisters Christian Friedrich Uhlig wurde stattdessen auf dem Kellerberg errichtet. Der Grund wurde 1839 gelegt, 1842 konnte die Einweihung stattfinden.

## Architektur
Die stattliche klassizistische Emporenhalle ist ein Putzbau mit geradem Schluss, der nach Süden orientiert und durch Rundbogenfenster und Lisenen straff gegliedert ist. An der Nord-, Ost- und Südseite sind Mittelrisalite mit Dreiecksgiebeln angeordnet. Der hohe dreigeschossige Turm mit geschweifter Haube und Laterne akzentuiert das Bauwerk. An der Turmnordseite ist eine Figur des Heiligen Sebastian eingemauert, die als Rest eines Außenaltars der ehemaligen Stadtkirche aus der Zeit um 1390 erhalten ist. Das Hauptportal an der Turmseite ist mit seitlichen Pilastern und einer Dreiecksverdachung gegliedert.
Der wohlproportionierte helle Kirchenraum ist durch die bis an die Decke reichenden Stützen der dreigeschossigen Emporen in drei Schiffe unterteilt. Obwohl sich die Emporen an allen vier Seiten erstrecken, reicht die Muldendecke des Mittelschiffs bis an die Stirnwände. Die Seitenschiffe sind flachgedeckt. Hinter dem Altar belden untere und mittlere Empore Logen, mit Verglasung zum Mittelschiff und Begrenzung durch Seitenwände. Auch die Erdgeschosse der Seitenschiffe sind in dieser Weise abgegrenzt. Unterhalb der Orgel ist die untere Empore verglast aber nicht seitlich abgetrennt. Sie und die Orgelempore ragen bogenförmig vor, ihre Stützen reichen nur vom Boden bis an die Orgelempore.

## Ausstattung
Das Hauptstück der Ausstattung ist ein monumentaler Kanzelaltar mit vier hohen korinthischen Säulen. Die Mensa ist aus Porphyr gebildet und wird durch kannelierte Lisenen gegliedert. Die ebenfalls aus Porphyr bestehende Taufe steht auf einer gebauchten Säule, der vergoldete Deckel ist mit einer Darstellung des segnenden Christus verziert.  Die heutige Orgel ist ein hauptsächlich in den Jahren 1891 und 1952 überarbeitetes Werk von Urban Kreutzbach aus dem Jahr 1843 mit heute 34 Registern auf zwei Manualen und Pedal.
Mehrere Bildnisse an den Seitenwänden zeigen Waldheimer Pastoren des 17. und 18. Jahrhunderts. In der Turmhalle steht die Sandsteinfigur „Kind mit Taube“ von Georg Kolbe, die in den 1980er Jahren vom Grab des Künstlers abgenommen wurde.

## Geläut
Das Geläut besteht aus drei Stahlhartgussglocken. Der Glockenstuhl besteht aus einer Eichenholzkonstuktion.
Im Folgenden eine Datenübersicht des Geläutes:
| Nr. | Gussdatum | Gießer                      | Durchmesser | Masse   | Schlagton |
| --- | --------- | --------------------------- | ----------- | ------- | --------- |
| 1   | 1921      | Glockengießerei Lauchhammer | 1830 mm     | 2714 kg | d′        |
| 2   | 1921      | Glockengießerei Lauchhammer | 1550 mm     | 1466 kg | f′        |
| 3   | 1921      | Glockengießerei Lauchhammer | 1300 mm     | 916 kg  | as′       |

## Kirchenmusik
„Die St.-Nicolai-Gemeinde räumte der Kirchenmusik schon immer einen großen Platz ein. Immerhin wurde ihr seit 1551 ein Kantor zugewiesen. Bereits 1553 wurde eine Orgel eingebaut, und 1561 gründete man eine Kantoreigesellschaft.“